# Jacques IV de Majorque
Pour les articles homonymes, voir Jacques IV.
Jacques de Majorque (26 août 1336 – 20 janvier 1375), prétendant à la principauté d'Achaïe sous le nom de Jacques II et prétendant au trône de Majorque sous le nom de Jacques IV, duc de Calabre par son mariage avec la reine Jeanne Ire, est un prince catalan du XIVe siècle. Il est également comte titulaire de Roussillon et de Cerdagne.

## Famille
Jacques est l'unique fils de Jacques III de Majorque et de Constance d’Aragon. Il a une sœur cadette, Isabelle (1337-1406).

## Biographie
Jacques IV est dépossédé de son royaume et de ses comtés de Roussillon et de Cerdagne en 1344 par son cousin, Pierre IV d'Aragon qui le maintient en captivité, à Barcelone, jusqu’en 1362. Il s’échappe et rejoint la cour du royaume de Naples. La reine Jeanne, veuve de Louis de Tarente, épouse Jacques le 26 septembre 1363 au Castel Nuovo. Jacques, auquel Jeanne a accordé le titre de duc de Calabre (et non de roi), part pour l’Espagne afin de reconquérir son royaume mais il est défait et fuit vers Bordeaux. Là, il fait alliance avec le Prince noir pour restaurer Pierre le Cruel sur le trône de Castille et lui-même sur le trône de Majorque. Lors de la campagne de Castille, il tombe malade à Valladolid. Incapable de chevaucher, il y est capturé par Henri de Trastamare qui le libère moyennant une rançon payée par Jeanne. Il revient à Naples pour repartir : Henri de Trastamare est en guerre contre Pierre IV d'Aragon et Jacques veut en profiter pour reconquérir le Roussillon et la Cerdagne, les principaux fiefs de son royaume majorquin. Hélas pour lui, Jean de Gand a facilité une trêve entre la Castille et l’Aragon et les forces de Pierre IV écrasent celles de Jacques. Il s’enfuit en Castille et il meurt à Soria en 1375.
Sa sœur Isabelle Ire de Majorque, mariée à Jean II de Montferrat, hérite de sa prétention à la couronne de Majorque.